# Họ Dầu
Họ Dầu một số tài liệu tiếng việt gọi là Họ Hai cánh có danh pháp khoa học là Dipterocarpaceae là một họ của 17 chi và khoảng 580-680 loài cây thân gỗ chủ yếu ở các rừng mưa nhiệt đới vùng đất thấp với quả có hai cánh. Tên gọi khoa học của họ xuất phát từ chi điển hình là Dipterocarpus, có nguồn gốc từ tiếng Hy Lạp (di = hai, pteron = cánh và karpos = quả, nghĩa là quả có hai cánh). Các chi lớn nhất là Shorea (196-360 loài), Hopea (105 loài), Dipterocarpus (70 loài) và Vatica (60-65 loài). Nhiều loài là các loại cây nổi bật trong các cánh rừng, thông thường có thể cao tới 40–70 m, đôi khi cao trên 80 m (trong các chi Dryobalanops, Hopea và Shorea), với cây còn sống cao nhất (Shorea faguetiana) đạt tới 88,3 m. Các loài trong họ này có tầm quan trọng lớn trong việc buôn bán gỗ. Chúng phân bổ rộng khắp vùng nhiệt đới, từ miền bắc Nam Mỹ tới châu Phi, Seychelles, Ấn Độ, Đông Dương và Malesia, với sự đa dạng và phổ biến nhất ở miền tây Malesia. Một số loài hiện nay đang bị rơi vào tình trạng nguy cấp do kết quả của việc chặt hạ quá mức cũng như việc buôn lậu gỗ. Chúng cung cấp các loại gỗ có giá trị, tinh dầu thơm, bôm, nhựa mủ cũng như làm gỗ dán.

## Phân loại
Họ này nói chung được chia thành ba phân họ:
- Monotoideae: 3 chi, 30 loài.
  - Marquesia có 3 loài, nguồn gốc nhiệt đới châu Phi.
  - Monotes có 26 loài, phân bổ rộng khắp ở châu Phi đại lục và đảo Madagascar.
  - Pseudomonotes có 1 loài (Pseudomonotes tropenbosii), nguồn gốc ở vùng Amazon thuộc Colombia.
- Pakaraimoideae: Chứa một loài duy nhất là Pakaraimaea roraimae, được tìm thấy ở vùng cao nguyên Guiana ở Nam Mỹ.
- Dipterocarpoideae: Phân họ lớn nhất, chứa 13 chi và 470-650 loài. Khu vực phân bổ bao gồm Seychelles, Sri Lanka, Ấn Độ, Đông Nam Á, New Guinea, nhưng chủ yếu ở miền tây Malaysia, tại đây chúng tạo thành quần thể thống lĩnh trong các cánh rừng vùng đất thấp. Phân họ Dipterocarpoideae có thể chia thành hai nhóm[5][6]:
  - Nhóm Valvate-Dipterocarpi (Anisoptera, Cotylelobium, Dipterocarpus, Stemonoporus, Upuna, Vateria, Vateriopsis, Vatica). Các chi trong nhóm này có các lá đài hoa có nắp (mở bằng mảnh vỏ) trong quả, các mạch đơn độc, các ống nhựa phân tán và số lượng nhiễm sắc thể cơ bản x = 11.
  - Nhóm Imbricate-Shoreae (Balanocarpus, Hopea, Parashorea, Shorea). Các chi trong nhóm này có các lá đài hoa lợp (gối lên nhau) trong quả, các mạch nhóm lại, các ống nhựa trong các dải và số lượng nhiễm sắc thể cơ bản x = 7. Nghiên cứu phân tử gần đây[7] cho rằng chi Hopea tạo thành một nhánh với chi Shorea (phân chi Anthoshorea và Doona) và có thể hợp nhất lại trong chi Shorea.

### Phát sinh chủng loài
Nghiên cứu di truyền học gần đây đã phát hiện thấy các chi châu Á của họ này chia sẻ cùng một tổ tiên chung với họ Sarcolaenaceae, một họ thực vật đặc hữu của Madagascar.
Điều này giả thiết rằng tổ tiên của họ Dipterocarpaceae có nguồn gốc ở miền nam đại lục Gondwana và tổ tiên chung của các loài họ Dầu ở châu Á cũng như Sarcolaenaceae đã được tìm thấy trên khu vực rộng lớn Ấn Độ-Madagascar-Seychelles hàng triệu năm trước và chúng được di chuyển tới phía bắc cùng Ấn Độ, là tiểu lục địa sau đó đã va chạm với châu Á và điều này đã làm cho các loài cây họ Dầu phát tán rộng khắp vùng đông nam châu Á và Malesia.

### Các chi
- Anisoptera
- Cotylelobium
- Dipterocarpus (bao gồm cả Duvaliella)
- Dryobalanops
- Hopea (bao gồm cả Balanocarpus, Dioticarpus, Pierrea)
- Marquesia
- Monotes
- Neobalanocarpus
- Pakaraimaea
- Parashorea
- Pseudomonotes
- Shorea (bao gồm cả Caryolobis, Doona, Isoptera, Pachychlamys, Pentacme)
- Stemonoporus (bao gồm cả Monoporandra)
- Upuna
- Vateria
- Vateriopsis
- Vatica (bao gồm cả Pachynocarpus, Retinodendron, Sunaptea, Synaptea)

## Gỗ
Bảng sau đưa ra tên loài cây, tên và màu gỗ. Thuật ngữ gỗ gụ đỏ Philipin dùng để chỉ tới gỗ của các cây thuộc về các chi Shorea và Parashorea.
| Chi & phân chi              | Loài | Tên gỗ (quốc tế)                 | Màu gỗ                  | Loại gỗ            |
| --------------------------- | --- | -------------------------------- | ----------------------- | ------------------ |
| Anisoptera                  | A. cochinchinensis, A. marginata, A. scaphula, A. thurifera và khoảng 10 loài khác | Mersawa                          |                         | gỗ cứng nhẹ        |
| Cotylelobium                | C. burckii, C. lanceolatum, C. melanoxylon | Resak                            |                         | gỗ cứng nặng       |
| Dipterocarpus               | D. alatus, D. baudii, D. basilanicus, D. borneensis, D. caudiferus, D. costulatus, D. grandiflorus, D. kerrii, D. tonkinensis, D. verrucosus, D. warburgii, và khoảng 60 loài khác                               | Keruing                          |                         | gỗ cứng trung bình |
| Dryobalanops                | D. aromatica, D. camphora, D. junghunii, D. kayanensis, D. lanceolata, D. oblongifolia, D. sumatrensis | Kapur, Kapor                     |                         | gỗ cứng trung bình |
| Hopea                       | H. acuminata, H. beccariana, H. dryobalanoides, H. mengarawan, H. nervosa, H. odorata, H. sangal và các loài khác                                                                                                | Merawan                          |                         | gỗ cứng trung bình |
| Hopea                       | H. ferrea, H. forbesii, H. helferi, H. nutans, H. semicuneata và các loài khác | Giam                             |                         | gỗ cứng nặng       |
| Neobalanocarpus             | N. heimii | Chengal                          |                         | gỗ cứng nặng       |
| Parashorea                  | P. aptera, P. buchananii, P. chinensis, P. densiflora, P. globosa, P. lucida, P. macrophylla, P. malaanonan, P. parvifolia, P. smythiesii, P. stellata, P. tomentella                                            | Gerutu                           |                         | gỗ cứng nhẹ        |
| Parashorea                  | Parashorea plicata | Bagtikan                         | nâu-xám                 |                    |
| Shorea (Pentacme)           | S. contorta, S. minandensis | White Lauan                      | xám tới đỏ rất nhạt     |                    |
| Shorea phân chi Shorea      | S. atrinervosa, S. brunnescens, S. crassa, S. exelliptica, S. foxworthyi, S. glauca, S. havilandii, S. laevis, S. leptoderma, S. materialis, S. maxwelliana, S. seminis, S. submontana, S. sumatrana, S. superba | Balau                            |                         | gỗ cứng nặng       |
| Shorea phân chi Almon       | S. almon, S. contorta, S. leprosula, S. leptoclados, S. smithiana | Almon                            | đỏ nhạt tới hồng        |                    |
| Shorea phân chi Anthoshorea | S. assamica, S. assamica, S. bracteolata, S. dealbata, S. hypochra, S. javanica, S. lamellata, S. maranti | White Meranti                    |                         | gỗ cứng nhẹ        |
| Shorea phân chi Richetia    | S. acuminatissima, S. faguetiana, S. gibbosa, S. hopeifolia, S. multiflora | Yellow Meranti                   |                         | gỗ cứng nhẹ        |
| Shorea phân chi Rubroshorea | S. curtisii, S. hemsleyana, S. macrantha, S. pauciflora, S. platyclados, S. rugosa, S. singkawang và 4 loài khác.                                                                                                | Dark red Meranti (Meranti bukit) |                         | gỗ cứng nhẹ        |
| Shorea phân chi Rubroshorea | S. acuminata, S. dasyphylla, S. johorensis, S. lepidota, S. parvifolia | Light red Meranti                |                         | gỗ cứng nhẹ        |
| Shorea phân chi Rubroshorea | S. balangeran, S. collina, S. guiso, S. kunstleri, S. ochrophloia, S. plagata | Red Balau                        |                         | gỗ cứng nặng       |
| Shorea                      | S. macroptera | Melantai                         |                         | gỗ cứng nhẹ        |
| Shorea                      | S. negrosensis | Red Lauan                        | nâu-đỏ sẫm tới đỏ gạch  |                    |
| Shorea                      | S. ovata | Tianong                          | đỏ nhạt tới nâu-đỏ nhạt |                    |
| Shorea                      | S. platyclados | Meranti Bukit                    |                         | gỗ cứng nhẹ        |
| Shorea                      | S. polysperma | Tanguile                         | đỏ tới nâu-đỏ           |                    |
| Shorea                      | S. robusta | Sal                              |                         |                    |
| Shorea                      | S. squamata | Mayapis                          | đỏ nhạt tới nâu-đỏ      |                    |
| Shorea                      | S. uliginosa | Meranti Bakau                    |                         | gỗ cứng nhẹ        |